# Dereodus
Dereodus är ett släkte av skalbaggar. Dereodus ingår i familjen vivlar.

## Dottertaxa tillDereodus, i alfabetisk ordning[1]
- Dereodus acuminatus
- Dereodus aethiopicus
- Dereodus alboscutellatus
- Dereodus andamanensis
- Dereodus bengalensis
- Dereodus curtulus
- Dereodus cylindricollis
- Dereodus denticollis
- Dereodus elegantulus
- Dereodus elongatus
- Dereodus himalayanus
- Dereodus impressicollis
- Dereodus indicus
- Dereodus limbalis
- Dereodus macularius
- Dereodus marginellus
- Dereodus mastos
- Dereodus modestus
- Dereodus pauper
- Dereodus phasianellus
- Dereodus pollinosus
- Dereodus prasinus
- Dereodus pullus
- Dereodus pulverosus
- Dereodus recticollis
- Dereodus reticollis
- Dereodus schonherri
- Dereodus sparsus
- Dereodus striatopunctatus
- Dereodus subroseus
- Dereodus trisulcatus
- Dereodus uhlenhuthi
- Dereodus vagabundus
- Dereodus vigilans